# شون كوتورير
شون كوتورير (بالإنجليزية: Sean Couturier)‏ هو لاعب هوكي جليد أمريكي وكندي، ولد في 7 ديسمبر 1992 في فينيكس في الولايات المتحدة.

## وصلات خارجية
- شون كوتورير على موقع دوري الهوكي الوطني (الإنجليزية)
- شون كوتورير على موقع EliteProspects.com (الإنجليزية)
- شون كوتورير على موقع Eurohockey.com (الإنجليزية)
- شون كوتورير على موقع HockeyDB.com (الإنجليزية)
- شون كوتورير على موقع Hockey-Reference.com (الإنجليزية)